# Jean-Maurice Lahy
Jean-Maurice Lahy est un psychologue et un chercheur en psychologie français, né le 7 août 1872 à La Réole (Gironde) et mort le 22 août 1943 à Saint-Léger-le-Guérétois (Creuse). Il est un pionnier de la recherche sur l'organisation du travail.

## Biographie
Jean-Maurice Lahy, né à La Réole en 1872, est le fils d'un menuisier. Il suit des études tout en exerçant un emploi de facteur et de commis de poste. Il exerce ce métier jusqu'en 1901.
Il est chef de travaux (1924) puis directeur d'études à l'École pratique des hautes études (IIIe section) (1927), puis est professeur à l'Institut de psychologie de l'université de Paris.
Il est secrétaire général permanent de l'Association internationale de psychotechnique de 1921 à 1943. Il est le cofondateur de la Revue de la science du travail et codirecteur de la revue Le Travail humain.
Adhérent au parti communiste en 1920 à l'issue du congrès de Tours, il le quitte en 1923 faisant le choix de rester membre de la franc-maçonnerie dans laquelle il est très actif. Au sein du Grand Orient de France, il appartient aux loges Athéna et Agni dont il est un des fondateurs. Il est élu au conseil de l'ordre de l'obédience maçonnique par deux fois, de 1913 à 1920 et de 1921 à 1924. Le régime de Vichy le fait révoquer de son emploi en 1941 pour cette appartenance.
Il meurt le 22 août 1943 d'une crise cardiaque à Saint-Léger-le-Guérétois, il est inhumé le 25 aout, son éloge funèbre est prononcée par Félix Chevrier.

## Travaux et publications
- Le rôle de l'individu dans la formation de la morale - Publication Revue philosophique de la France et de l'étranger/ dir. par Th. Ribot  /  1910. 6 fasc.. Année 35. N 7-12 - 75. (Janv.-juin) -
- La morale de Jésus. Sa part d'influence dans la morale actuelle - Publication Alcan, Paris : 1911
- Comment se maintient et se renforce la croyance - Publication Revue philosophique de la France et de l'étranger/ dir. par Th. Ribot  /  1913. 6 fasc.. Année 38. N 1-6 - 75. (Janv.-juin) -
- Application de la méthode d'observation directe en psychologie expérimentale - Publication Paris, 1913 - Description no 12 - Pages 504 à 509 - Collection Revue de psychiatrie et de psychologie expérimentale
- Le système Taylor, Étude analytique et critique - 1re partie : La sélection professionnelle - Le chronométrage - Publication Paris, Grand-orient de France : Mars-avril 1913 - no 36-37 - p.652-675
- Le système Taylor, Étude analytique et critique - 2e partie : La morale familiale - Publication Paris, Grand-orient de France : Mai-Juin 1913 - no 38-39.
- Comptes rendus hebdomadaires des séances de l'Académie des sciences - Articles Les signes objectifs de la fatigue dans les professions qui n'exigent pas d'efforts musculaires - Séance du 9 mars 1914 - in Les effets comparés dur la pression du sang de la fatigue physique produite par une marche prolongée… Séance du 22 juin 1914. 1 fasc.. T. 158. 2110 p.  Collection Institut de France
- Le système Taylor, et la physiologie de travail  - Publication Paris, Masson & Cie : 1916, 198 p.
- Le système Taylor, et la physiologie de travail  - Publication Paris, Gauthier-Villars : 1920, 216 p.  Collection Bibliothèque française du chef d'industrie
- La profession de dactylographe, études des gestes de la frappe - Publication Geneva, Bureau International du Travail : 1924 - Description 68 p. -illus., tables. -24 cm - Notes Études et documents série J (enseignement), n°3
- Du clan primitif au couple moderne - Histoire de la famille à travers les âges - Publication Paris : Éditions Radot, c1927 - Collection «Les cahiers de la Femme», 196 p.
- La sélection psychophysiologique des travailleurs, conducteurs de tramways et d'autobus - Publication Paris, Dunod : 1927, 240 p.
- Recherches expérimentales sur les causes psychologiques des accidents du travail - Publication Paris, Publications du Travail humain : 1936 -  J. M. Lahy et S. Korngold, 73 p.
- Recherches expérimentales sur les causes psychologiques des accidents du travail - J. M. Lahy et S. Pacaud, - Paris, Puf : 1936
- Étude d'un métier, analyse psychologique du travail des mécaniciens et des chauffeurs de locomotive - Auteur(s) Lahy, J. M. et Pacaud, S. -  Paris, Puf : 1948, 107 p.
- Encyclopédie d'enseignement populaire supérieur, Paris, Schleicher